# Liste der Seen im Kanton Basel-Stadt
Die folgende Liste enthält benannte Seen und andere Stillgewässer im Kanton Basel-Stadt.
| Bild | Name des Sees  | Gemeinde(n) | Zufluss | Abfluss | Fläche in km² | Höhe über Meer | Maximale Tiefe in Meter | Koordinaten     |
| ---- | -------------- | ----------- | ------- | ------- | ------------- | -------------- | ----------------------- | --------------- |
|      | Oberer Weiher  | Basel       |         |         | 0,003         | 253 m ü. M.    |                         | 612774 / 269252 |
|      | Unterer Weiher | Basel       |         |         | 0,002         | 252 m ü. M.    |                         | 612678 / 269269 |
|      | Wenkenhofteich | Riehen      |         |         | 0,001         | 314 m ü. M.    |                         | 616184 / 269434 |
|      |                |             |         |         |               |                |                         |                 |

Siehe auch: Liste der grössten Seen in der Schweiz